# Prenzlauer Allee
Prenzlauer Allee – ulica w berlińskiej poddzielnicy Prenzlauer Berg, łącząca centrum miasta z autostradową obwodnicą Berlina.
W przeszłości ulica nosiła nazwy Heinersdorfer Weg (1723-1824) oraz Prenzlauer Chaussee (1824-1878), a od 1878 roku istnieje pod obecną nazwą .